# 4 (маршрут метро, Нью-Йорк)
4 Lexington Avenue Express — маршрут Нью-Йоркского метрополитена, проходящий через Бронкс, Манхэттен и Бруклин. Маршрут проходит по линиям Джером-авеню, Ай-ар-ти, Лексингтон-авеню, Ай-ар-ти, Истерн-Паркуэй, Ай-ар-ти, и Нью-Лотс, Ай-ар-ти. На картах, станциях, вагонах и т. д. он обозначается зелёным цветом, поскольку проходит по линии Лексингтон-авеню.
Маршрут 4 работает круглосуточно. Обычно он проходит между станциями Woodlawn в Бронксе и Utica Avenue в Бруклине, через Лексингтон-авеню. Круглосуточно, кроме ночи, поезда маршрута работают в режиме экспресса в Манхэттене и Бруклине и в обычном режиме в Бронксе. Поздней же ночью поезда маршрута останавливаются на всех станциях, за исключением Hoyt Street в Бруклине. Однако, при этом в это время, за счёт маршрута 3, южной конечной поездов маршрута 4 становится New Lots Avenue, что также происходит и в будни с некоторыми поездами, едущими в часы пик в пиковом направлении. Кроме того, в будни рейсы, курсирующие между 6:52 и 9:00 в Манхэттен и между 16:50 и 18:25 из Манхэттена, пропускают станцию 138th Street.

## История маршрута
| R12 закончили обозначение |

| 1967—1979 |

Во время продления IRT Lexington Avenue Line южнее 42nd Street—Grand Central, челнок обслуживал IRT Jerome Avenue Line (который в это время был только между East 149th Street—Grand Concourse и Kingsbridge Road).
В 1918, движение по Jerome Avenue Line и Lexington Avenue Line было объединено и соединение с IRT Broadway — Seventh Avenue Line по 42-й улице было отменено. Поезда начали движение между Woodlawn и Bowling Green.
Начиная с 24 ноября 1925, час пиковые поезда шли до Utica Avenue. В течение трёх следующих лет, направление было постепенно продлено.
Начиная с 10 декабря 1946, поезда от Utica Avenue до New Lots Avenue ходили и поздно ночью.
С 1950 по 1957 годы,  было ограниченное движение "пиковых" поездов до Flatbush Avenue.
Начиная с 8 апреля 1960, ночные поезда были заново направлены до Flatbush Avenue.
С 10 июля 1983, нынешний 4 был сформирован, но полуденные поезда ходили только до Atlantic Avenue. 18 января 1988, это направление также было продлено до Utica Avenue.
С 8 июня 2009 по 26 июня 2009 года, New York City Transit Authority в тестовом режиме запустило экспресс-сервис Jerome Avenue Line. Четыре утренних пиковых поезда из Woodlawn останавливались на Mosholu Parkway, Burnside Avenue и 149th Street — Grand Concourse, а далее следовали по регулярному маршруту в Бруклине и Манхэттене.
26 октября, была организована ещё одна экспериментальная программа по экспресс-сервису на 4 маршруте. Просуществовала она до 11 декабря. Эта программа была такой же, как  в июне, за исключением того, что экспресс останавливался на станции Bedford Park Boulevard - Lehman College.

## Галерея

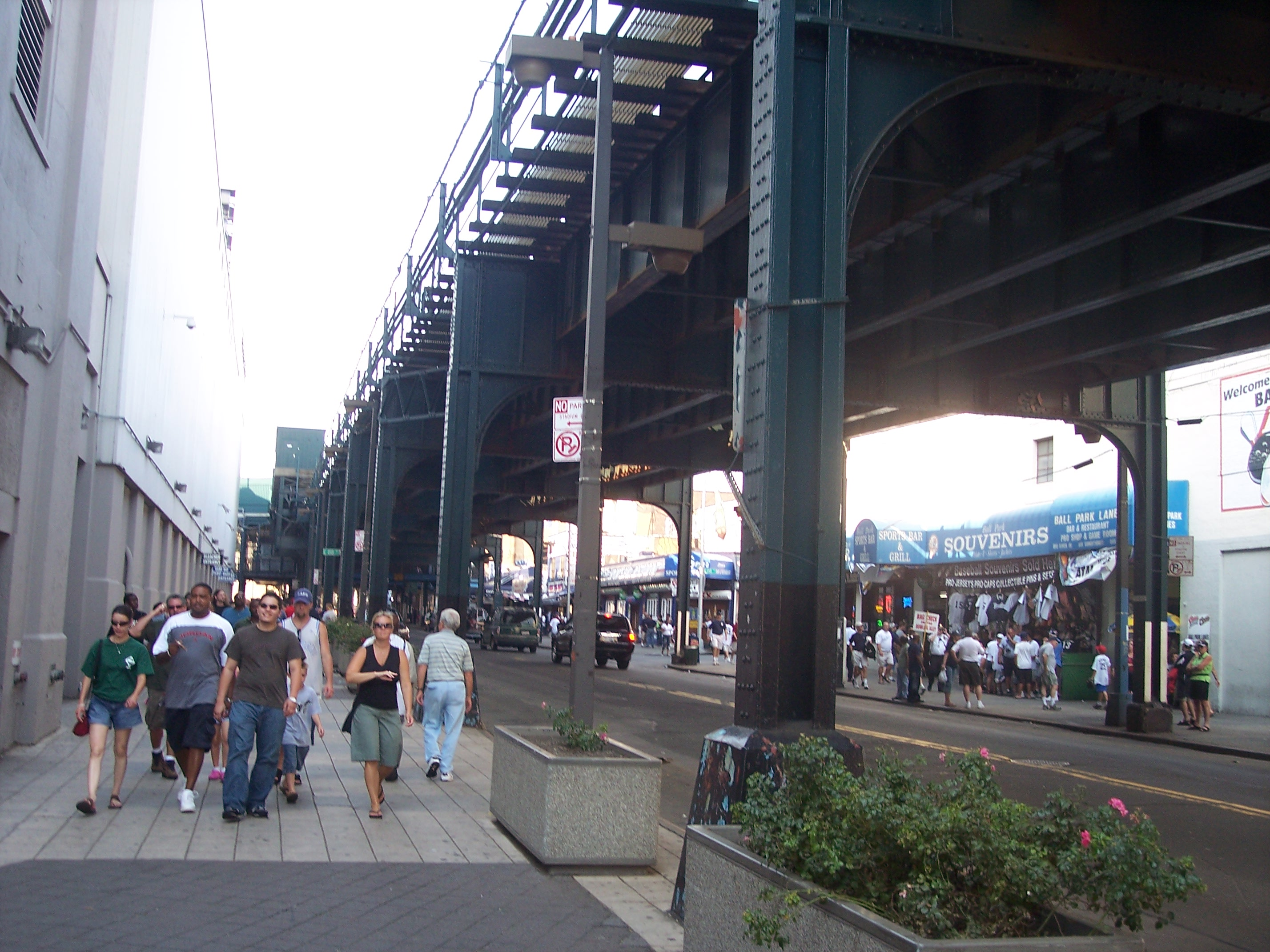
Пути для 4 позади стадиона Янки и над Ривер авеню в Бронксе. Станцию 161st Street—Yankee Stadium можно увидеть на расстоянии.
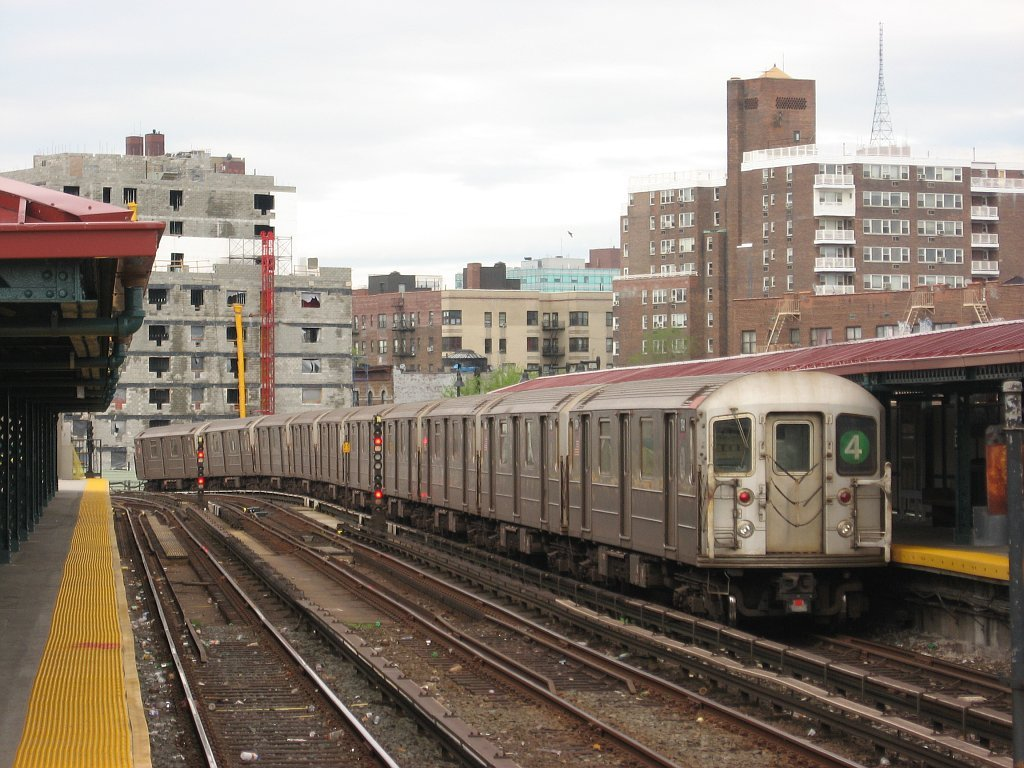
4 покидает станцию Bedford Park Boulevard—Lehman College, по направлению к Woodlawn.
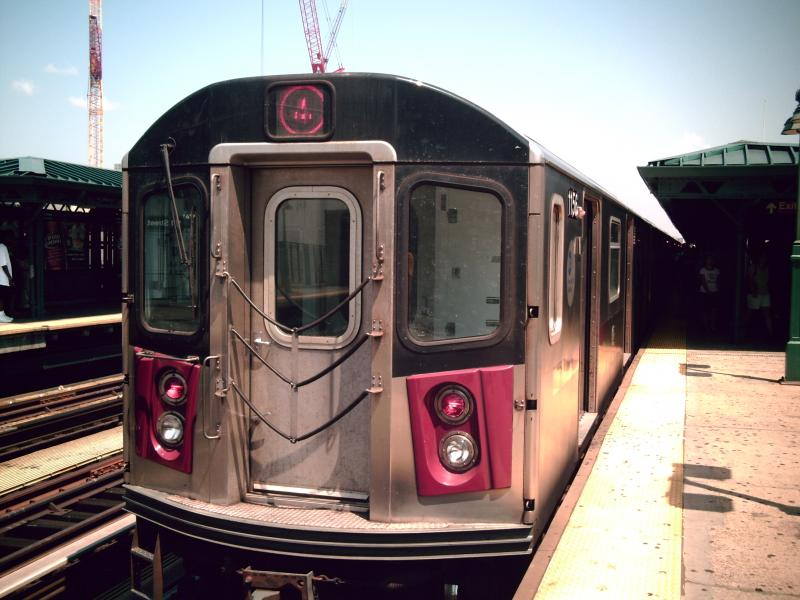
Вагон 4 R142s на 161st Street—Yankee Stadium.

## Маршрут
Используемые пути в зависимости от дня недели и времени суток
| От станции включительно         | До станции включительно      | Часы пик                                                       | День (кроме часов пик) + вечер + выходные | Ночь           |
| ------------------------------- | ---------------------------- | -------------------------------------------------------------- | ----------------------------------------- | -------------- |
| Вудлон                          | 161-я улица — Стадион Янки   | локальные пути                                                 | локальные пути                            | локальные пути |
| 149-я улица — Гранд-Конкорс     | 138-я улица — Гранд-Конкорс  | экспресс-путь в пиковом направлении, локальный путь в обратном | локальные пути                            | локальные пути |
| 125-я улица                     | Бруклинский мост — Сити-холл | экспресс-пути                                                  | экспресс-пути                             | локальные пути |
| Фултон-стрит                    | Боро-холл                    | локальные пути                                                 | локальные пути                            | локальные пути |
| Хойт-стрит                      | Невинс-стрит                 | экспресс-пути                                                  | экспресс-пути                             | экспресс-пути  |
| Атлантик-авеню — Барклайс-центр | Краун-Хайтс — Ютика-авеню    | экспресс-пути                                                  | экспресс-пути                             | локальные пути |
| Саттер-авеню — Ратленд-роуд     | Нью-Лотс-авеню               | локальные пути; только в пиковом направлении (часть рейсов)    | —                                         | локальные пути |

Схема маршрута
| Условные обозначения |
| для дней и часов работы маршрутов (более точно указано во всплывающих подсказках при этих обозначениях): |
| --- |
| круглосуточно круглосуточно, кроме ночи круглосуточно, кроме будней днём (либо часов пик) в пиковом направлении в будни днём (и, возможно, вечером) в будни круглосуточно в часы пик в будни днём (либо в часы пик) в пиковом направлении в будни днём (либо в часы пик) в направлении, обратном пиковому в выходные ночью ночью и в выходные (и, возможно, вечером) нет движения поездов |

|  |

|  |

|  |

|  |

|  |

|  |

|  |

|  |

|  |

|  |

|  |

|  |
|  |
|  |

| B — в часы пик · B — в часы пик · D — круглосуточно, кроме часов пик в пиковом направлении · D — круглосуточно, кроме часов пик в пиковом направлении | 161-я улица — Стадион Янки |
| Янкис — Ист 153-я улица (Metro-North)[англ.] |                            |

|  |

| 2 — круглосуточно · 2 — круглосуточно · 5 — круглосуточно, кроме ночи · 5 — круглосуточно, кроме ночи | 149-я улица — Гранд-Конкорс |

|  |

| 5 — круглосуточно, кроме ночи · 5 — круглосуточно, кроме ночи |

|  |
|  |
|  |

| 5 — круглосуточно, кроме ночи · 5 — круглосуточно, кроме ночи · 6 — круглосуточно · 6 — круглосуточно · <6> — в будни днём в пиковом направлении · <6> — в будни днём в пиковом направлении |
| Харлем — 125-я улица (Metro-North)[англ.] |

|  |

| 6 — ночью · 6 — ночью |

|  |

| 6 — ночью · 6 — ночью |

|  |

| 6 — ночью · 6 — ночью |

|  |

| 6 — ночью · 6 — ночью |

|  |

| 5 — круглосуточно, кроме ночи · 5 — круглосуточно, кроме ночи · 6 — круглосуточно · 6 — круглосуточно · <6> — в будни днём в пиковом направлении · <6> — в будни днём в пиковом направлении |

|  |

| 6 — ночью · 6 — ночью |

|  |

| 6 — ночью · 6 — ночью |

|  |
|  |
|  |
|  |
|  |

| 5 — круглосуточно, кроме ночи · 5 — круглосуточно, кроме ночи · 6 — круглосуточно · 6 — круглосуточно · <6> — в будни днём в пиковом направлении · <6> — в будни днём в пиковом направлении                                                                             | на той же станции             |
| N — круглосуточно · N — круглосуточно · R — круглосуточно, кроме ночи · R — круглосуточно, кроме ночи · W — в будни днём и вечером до 23:00 · W — в будни днём и вечером до 23:00                                                                                       | Лексингтон-авеню — 59-я улица |
| F — круглосуточно · F — круглосуточно · <F> — в часы пик в пиковом направлении · <F> — в часы пик в пиковом направлении · N — часть рейсов в часы пик в пиковом направлении · N — часть рейсов в часы пик в пиковом направлении · Q — круглосуточно · Q — круглосуточно | Лексингтон-авеню — 63-я улица |
| Канатная дорога острова Рузвельт |                               |

|  |
|  |
|  |

| 6 — ночью · 6 — ночью | на той же станции             |
| E — ночью · E — ночью | Лексингтон-авеню — 53-я улица |

|  |
|  |
|  |
|  |
|  |

| 5 — круглосуточно, кроме ночи · 5 — круглосуточно, кроме ночи · 6 — круглосуточно · 6 — круглосуточно · <6> — в будни днём в пиковом направлении · <6> — в будни днём в пиковом направлении | на той же станции  |
| 7 — круглосуточно · 7 — круглосуточно · <7> — в часы пик в пиковом направлении · <7> — в часы пик в пиковом направлении                                                                     | Центральный вокзал |
| S (челнок 42-й улицы) — круглосуточно, кроме ночи · S (челнок 42-й улицы) — круглосуточно, кроме ночи                                                                                       | Центральный вокзал |
| Центральный вокзал Нью-Йорка |                    |

|  |

| 6 — ночью · 6 — ночью |

|  |

| 6 — ночью · 6 — ночью |

|  |

| 6 — ночью · 6 — ночью |

|  |
|  |
|  |

| 5 — круглосуточно, кроме ночи · 5 — круглосуточно, кроме ночи · 6 — круглосуточно · 6 — круглосуточно · <6> — в будни днём в пиковом направлении · <6> — в будни днём в пиковом направлении                               | на той же станции        |
| L — круглосуточно · L — круглосуточно | Юнион-сквер              |
| N — круглосуточно · N — круглосуточно · Q — круглосуточно · Q — круглосуточно · R — круглосуточно, кроме ночи · R — круглосуточно, кроме ночи · W — в будни днём и вечером до 23:00 · W — в будни днём и вечером до 23:00 | 14-я улица — Юнион-сквер |

|  |

| 6 — ночью · 6 — ночью |

|  |
|  |
|  |

| 6 — ночью · 6 — ночью                         | на той же станции        |
| D — ночью · D — ночью · F — ночью · F — ночью | Бродвей — Лафайетт-стрит |

|  |

| 6 — ночью · 6 — ночью |

|  |
|  |
|  |
|  |
|  |

| 6 — ночью · 6 — ночью | на той же станции |
| J — ночью · J — ночью | Канал-стрит       |
| N — ночью · N — ночью | Канал-стрит       |
| Q — ночью · Q — ночью | Канал-стрит       |

|  |
|  |
|  |

| 5 — круглосуточно, кроме ночи · 5 — круглосуточно, кроме ночи · 6 — круглосуточно · 6 — круглосуточно · <6> — в будни днём в пиковом направлении · <6> — в будни днём в пиковом направлении | на той же станции |
| J — круглосуточно · J — круглосуточно · Z — в часы пик в пиковом направлении · Z — в часы пик в пиковом направлении                                                                         | Чеймберс-стрит    |

|  |
|  |
|  |
|  |
|  |

| 5 — круглосуточно, кроме ночи · 5 — круглосуточно, кроме ночи                                                       | на той же станции |
| 2 — круглосуточно · 2 — круглосуточно · 3 — круглосуточно, кроме ночи · 3 — круглосуточно, кроме ночи               | Фултон-стрит      |
| A — круглосуточно · A — круглосуточно · C — круглосуточно, кроме ночи · C — круглосуточно, кроме ночи               | Фултон-стрит      |
| J — круглосуточно · J — круглосуточно · Z — в часы пик в пиковом направлении · Z — в часы пик в пиковом направлении | Фултон-стрит      |
| Всемирный торговый центр (PATH)[англ.]                                                                              |                   |

|  |

| 5 — круглосуточно, кроме ночи · 5 — круглосуточно, кроме ночи |

|  |

| 5 — круглосуточно, кроме ночи · 5 — круглосуточно, кроме ночи |

|  |
|  |
|  |

| 5 — в будни днём · 5 — в будни днём | на той же станции |
| 2 — круглосуточно · 2 — круглосуточно · 3 — круглосуточно, кроме ночи · 3 — круглосуточно, кроме ночи                                                                 | Боро-холл         |
| N — ночью · N — ночью · R — круглосуточно · R — круглосуточно · W — часть рейсов в часы пик в пиковом направлении · W — часть рейсов в часы пик в пиковом направлении | Корт-стрит        |

|  |

|  |

| 2 — круглосуточно · 2 — круглосуточно · 3 — круглосуточно, кроме ночи · 3 — круглосуточно, кроме ночи · 5 — в будни днём · 5 — в будни днём |

|  |
|  |
|  |
|  |
|  |

| 2 — круглосуточно · 2 — круглосуточно · 3 — круглосуточно, кроме ночи · 3 — круглосуточно, кроме ночи · 5 — в будни днём · 5 — в будни днём                                                                                   | на той же станции               |
| B — в будни днём и вечером до 23:00 · B — в будни днём и вечером до 23:00 · Q — круглосуточно · Q — круглосуточно | Атлантик-авеню — Барклайс-центр |
| D — круглосуточно · D — круглосуточно · N — круглосуточно · N — круглосуточно · R — круглосуточно · R — круглосуточно · W — часть рейсов в часы пик в пиковом направлении · W — часть рейсов в часы пик в пиковом направлении | Атлантик-авеню — Барклайс-центр |
| вокзал Атлантик[англ.] |                                 |

|  |

| 2 — ночью · 2 — ночью |

|  |

| 2 — ночью · 2 — ночью |

|  |

| 2 — ночью · 2 — ночью |

|  |
|  |
|  |

| 2 — круглосуточно · 2 — круглосуточно · 3 — круглосуточно, кроме ночи · 3 — круглосуточно, кроме ночи · 5 — в будни днём · 5 — в будни днём | на той же станции |
| S (челнок Франклин-авеню) — круглосуточно · S (челнок Франклин-авеню) — круглосуточно                                                       | Ботанический сад  |

|  |

|  |

|  |

| 2 — часть рейсов в часы пик в пиковом направлении · 2 — часть рейсов в часы пик в пиковом направлении · 3 — круглосуточно, кроме ночи · 3 — круглосуточно, кроме ночи · 5 — часть рейсов в часы пик в пиковом направлении · 5 — часть рейсов в часы пик в пиковом направлении |

|  |

|  |

|  |

|  |

| L — ночью · L — ночью | Ливония-авеню |

|  |

|  |

|  |